# 서울 경전철 신림선
서울 경전철 신림선(서울 輕電鐵 新林線)은 샛강역에서 관악산역을 연결한 서울 경전철 노선이다. 현재 서울 도시철도 최초자 수도권에서 2번째로 운행 중인 고무차륜 경전철 노선이다. 노선색은 ●벽청색과 서울 경전철 주조색인 ●진한 회색으로 최종 확정됐다. 통행방향은 우측통행이다.

## 개요
도로 확장이 한계에 도달하고 중전철을 건설하기에 수요와 재원이 부족한 상황 속에서  1호선, 2호선, 7호선, 9호선과의 연계를 통한 서울 동·서·북측 교통망을 구축하여, 서울 남부 지역의 도시 교통난 해소의 일환으로 추진한 서울 경전철 사업이다. 건설 사업자는 남서울경전철 주식회사다. 차량제작사는 우진산전이며, 운영 및 유지보수는 로템SRS가 맡는다.
수익형 민간투자사업으로 추진되어 시설의 소유권은 준공과 동시에 서울특별시로 귀속되며, 민간사업자가 운영개시일로부터 30년간 운영하게 된다. 서울 경전철 우이신설선을 비롯한, 김포 골드라인과 동일하게, 모든 정거장에 엘리베이터, 스크린도어 등 편의시설 설치는 물론 역무실과 매표소 등을 없앤 100% 무인화 시스템으로 운영되고 있다.
- 총 연장: 7.76 km
- 역수: 12개
- 운행방식: 무인 자동 운전
- 총사업비: 7,422억원(기본계획)
- 착공시기: 2017년 2월 3일
- 개통시기: 2022년 5월 28일
- 시행방식: 민간 투자 사업 (BTO)
- 운행차량: 남서울경전철 SL000호대 전동차

## 연혁
- 2006년 3월: 민간사업자 제안서 제출
- 2008년 11월: 서울특별시 10개년 도시철도 기본계획 승인(국토해양부)[5]
- 2009년 11월: 제3자 제안공고[6]
- 2010년 2월: 사업제안서 접수[7][8]
- 2010년 3월: 협상대상자 지정[4]
- 2010년 4월: 협상 실시
- 2014년 12월: 협상 종료
- 2015년 4월 17일: 민간투자심의위원회 의결
- 2015년 9월 7일: 기공식[9]
- 2016년 9월 8일: 실시계획 고시[10]
- 2017년 2월 3일: 착공[11]
- 2018년 하반기: 샛강 ~ 대방 구간 설계변경[12]
- 2021년 1월~9월: 시운전[13][14]
- 2021년 2월 15일: 110역을 제외하고 역명 결정[15]
- 2021년 6월 17일: 숯고개역에서 서원역으로 변경[16]
- 2021년 9월 16일: 110역을 서울대벤처타운역으로 역명 결정, 관악산역에서 관악산(서울대)역으로 변경[17]
- 2021년 12월~2022년 5월: 종합시범운행[18]
- 2022년 5월 28일: 개통

## 역 목록
| 역 번호 | 역명                  | 역명           | 역명                                        | 접속 노선           | 역간 거리 | 누적 거리 | 소재지     | 소재지   |
| 역 번호 | 한글                  | 국한문         | 영문 표기(로마자)                           | 접속 노선           | 역간 거리 | 누적 거리 | 소재지     | 소재지   |
| ------- | --------------------- | -------------- | ------------------------------------------- | ------------------- | --------- | --------- | ---------- | -------- |
|         |                       |                |                                             |                     |           |           |            |          |
| S401    | 샛강                  | 賽江           | Saetgang                                    | ● 서울 지하철 9호선 | 0.0       | 0.0       | 서울특별시 | 영등포구 |
| S402    | 대방 (성애병원)       | 大方           | Daebang                                     | ● 수도권 전철 1호선 | 0.6       | 0.6       | 서울특별시 | 영등포구 |
| S403    | 서울지방병무청        | 서울地方兵務廳 | Seoul Regional Office of Millitary Manpower |                     | 0.9       | 1.5       | 서울특별시 | 영등포구 |
| S404    | 보라매 (전문건설회관) | ―              | Boramae                                     | ● 서울 지하철 7호선 | 0.6       | 2.1       | 서울특별시 | 동작구   |
| S405    | 보라매공원            | 보라매公園     | Boramae Park                                |                     | 0.6       | 2.7       | 서울특별시 | 동작구   |
| S406    | 보라매병원            | 보라매病院     | Boramae Medical Center                      |                     | 0.8       | 3.5       | 서울특별시 | 동작구   |
| S407    | 당곡                  | 堂谷           | Danggok                                     |                     | 0.5       | 4.0       | 서울특별시 | 관악구   |
| S408    | 신림                  | 新林           | Sillim                                      | ● 서울 지하철 2호선 | 0.7       | 4.7       | 서울특별시 | 관악구   |
| S409    | 서원                  | 書院           | Seowon                                      |                     | 0.7       | 5.4       | 서울특별시 | 관악구   |
| S410    | 서울대벤처타운        | 서울大벤처타운 | Seoul National University Venture Town      |                     | 1.1       | 6.5       | 서울특별시 | 관악구   |
| S411    | 관악산(서울대)        | 冠岳山(서울大) | Gwanaksan (Seoul National University)       |                     | 1.1       | 7.6       | 서울특별시 | 관악구   |

## 연장 계획
제2차 서울특별시 10개년 도시철도망 구축계획(안)에 한 정거장 연장하여 서부선과 환승한 계획이 포함되었다. (샛강역 ~ 가칭: 여의도성모병원역 서울 경전철 서부선 환승)

## 차량
- 남서울경전철 SL000호대 전동차

### 비상핸들 작동 시 주의사항
- 터널내에 선로 옆에는 항상 전기가 흐르고 있어 무단으로 임의하차 시 감전 위험이 있다.

### 차량기지
현재 신림선의 차량기지는 보라매공원 지하에 건설되었으며, 국내에서 2번째로 차량기지를 지하화하였다. 
 자세한 내용은 보라매차량사업소 문서 참조.

## 사진

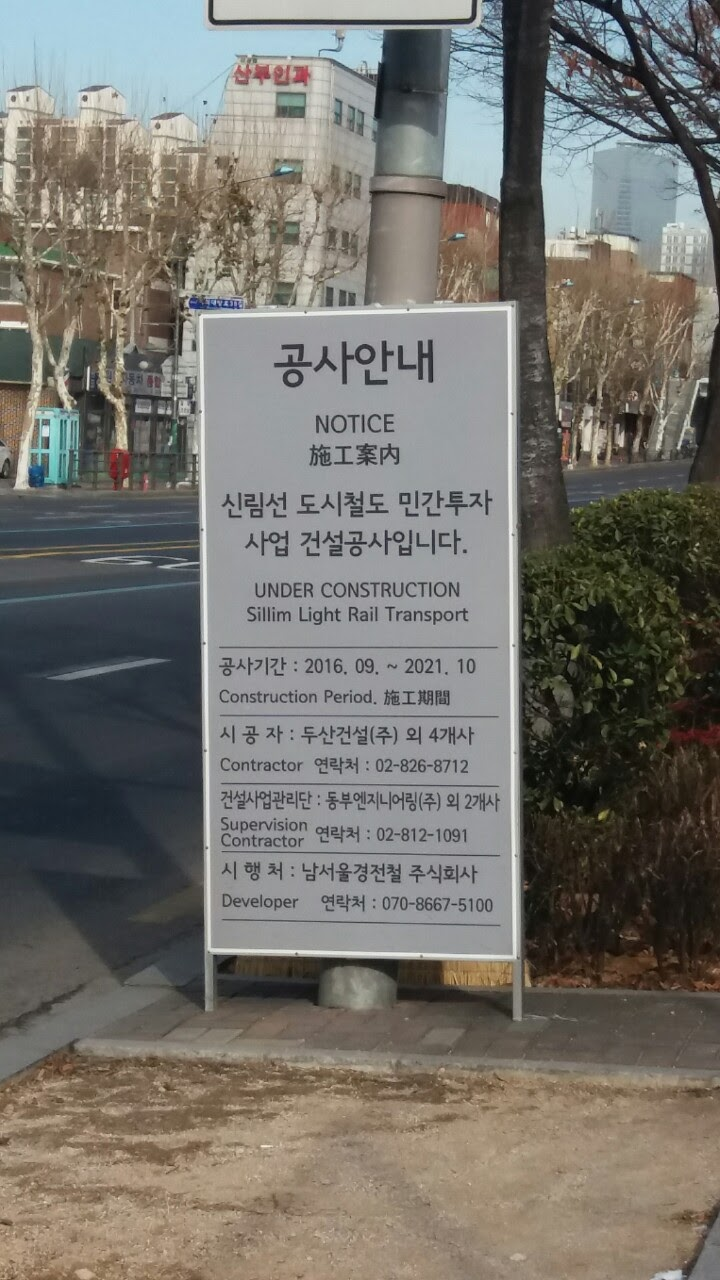
공사 안내표지판 (완공일이 2021년 10월로 표기된 버전)
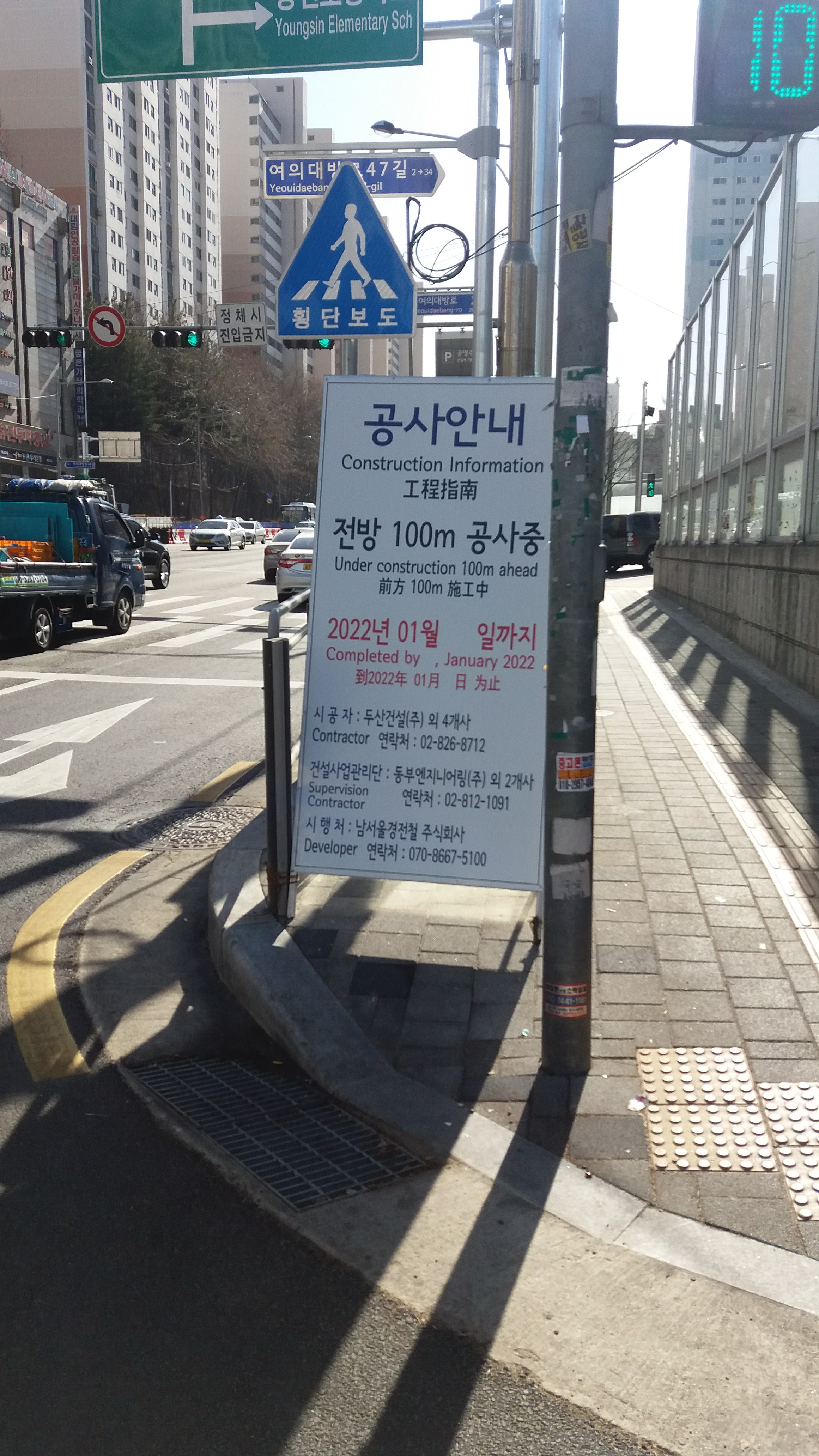
공사 안내표지판
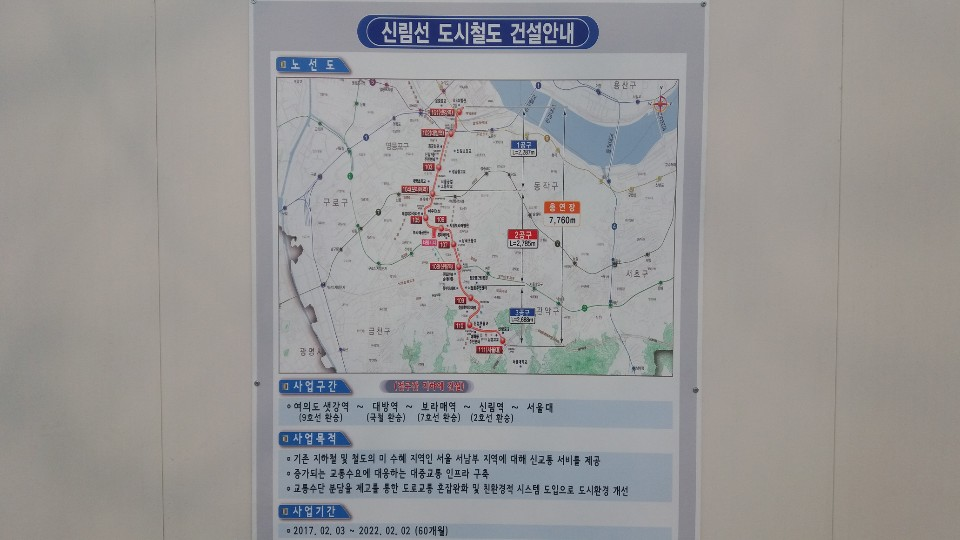
신림선 건설안내판 (2019년)
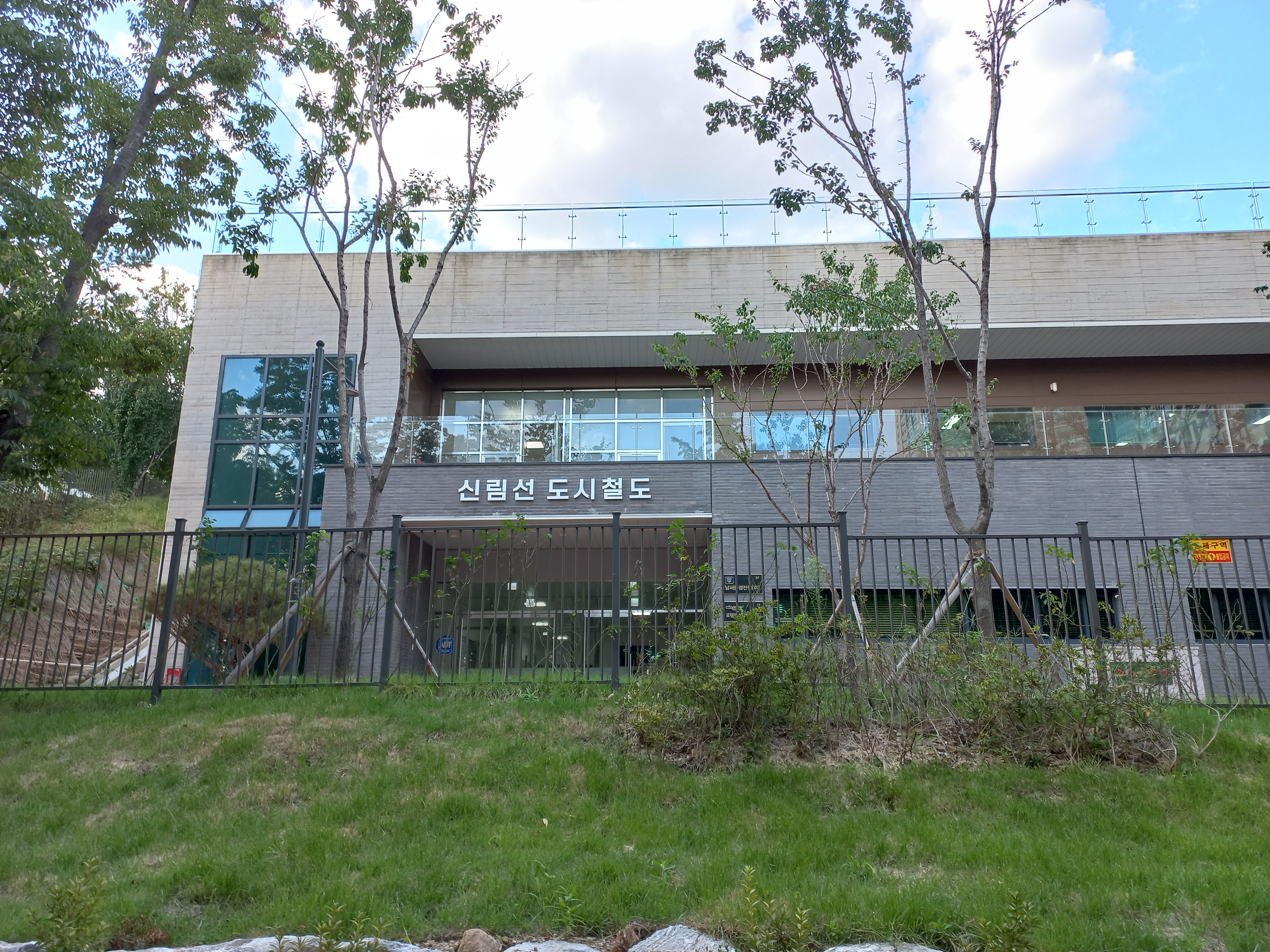
신림선 보라매차량사업소
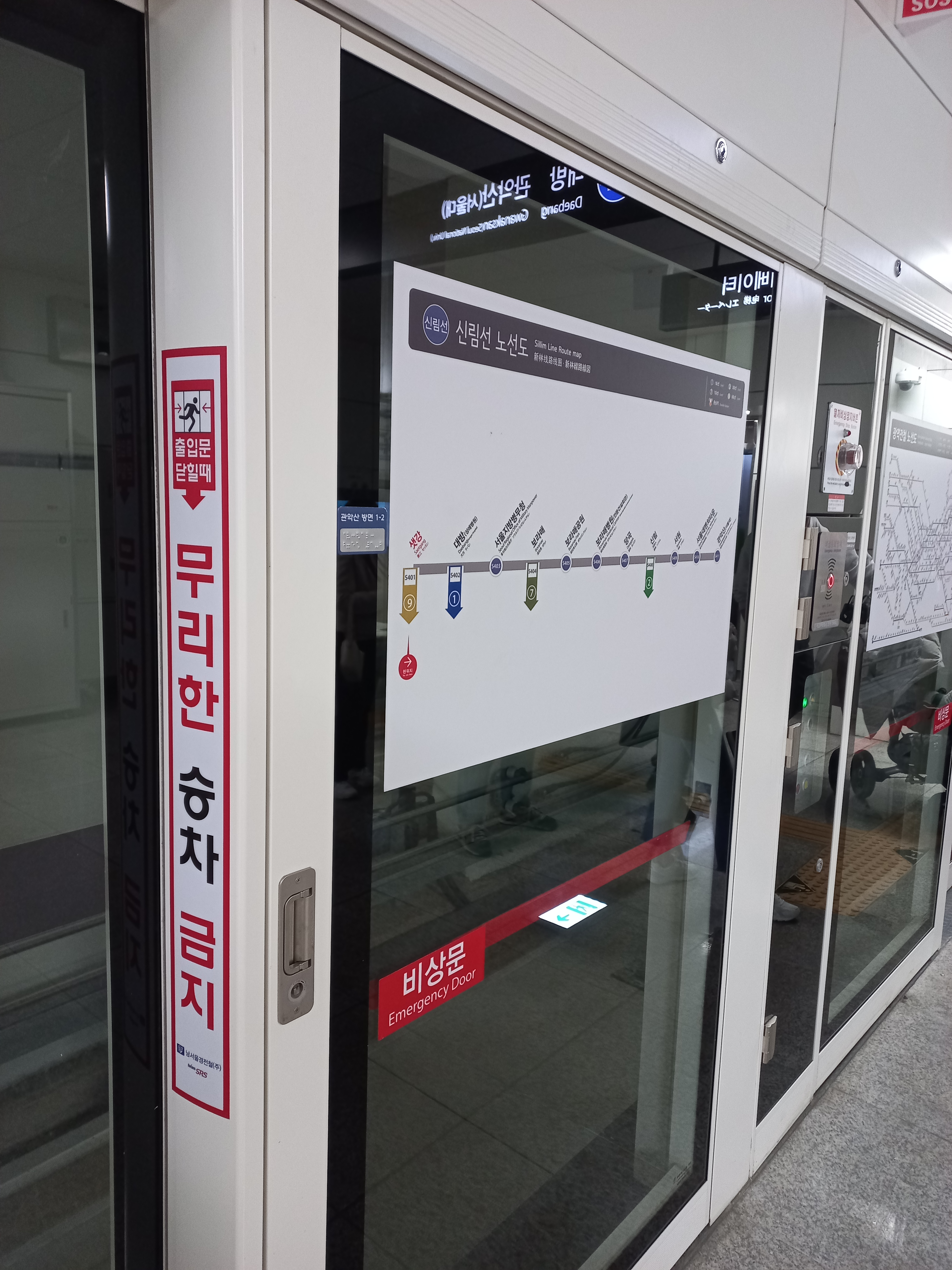
무리한 승차금지 안내문

## 같이 보기
- 서울 경전철
- 남서울경전철
- 로템SRS